# Johan Taléus
Johan Taléus, född 2 mars 1994, är en svensk friidrottare (längdhopp).
Taléus deltog 2013 vid junior-EM i Rieti, Italien och tog sig vidare till längdhoppsfinalen där han kom på 5:e plats med 7,49.

## Personliga rekord
| Utomhus - 100 meter: 11,17 (medvind) (Gävle 14 juli 2017) - Höjdhopp: 1,97 (Eskilstuna 24 maj 2015) - Längdhopp: 7,65 (Stockholm 7 september 2013) - Längdhopp: 7,67 (medvind) (Göteborg 15 juni 2013) | Inomhus - 60 meter: 7,17 (Eskilstuna 6 januari 2017) - 200 meter: 22,80 (Örebro 14 januari 2017) - Längdhopp: 7,54 (Växjö 20 februari 2016) |